# Garabilla
Garabilla es un lugar del concejo español de Llanteno, perteneciente a la provincia de Álava, en la comunidad autónoma del País Vasco.

## Toponimia
El lugar puede aparecer referido con las grafías «Garabilla» y «Garavilla».

## Historia
Hacia el último cuarto del siglo XIX, el lugar era ya referido como un barrio de Llanteno. Aparece descrito en el sexto volumen del Diccionario universal de la lengua castellana, ciencias y artes de Nicolás María Serrano con las siguientes palabras:

Garabilla: Geog. Esp. Barrio en la provincia de Álava, partido judicial de Amurrio, ayuntamiento de Ayala, término y jurisdiccion del valle y lugar de Llanteno.
(Serrano, 1876, p. 755)